# Pony
|  | No s'ha de confondre amb Poni. |

Pony fou una marca catalana de motocicletes esportives, fabricades a Barcelona entre 1954 i 1955.
Les Pony duien motor francès Gnome Rhône de 125 cc a dos temps i arribaven a una velocitat màxima de 95 km/h. A partir de 1956 l'empresa es concentrà en la fabricació de tricicles de repartiment i les motocicletes Pony passaren a anomenar-se Rekord, essent fabricades per una altra empresa.